# 初日町 (名古屋市)
初日町（はつひちょう）は、愛知県名古屋市瑞穂区の地名。現行行政地名は初日町1丁目及び初日町2丁目。住居表示未実施。

## 地理
名古屋市瑞穂区北部に位置する。東から南は田辺通、西は松月町・石川町・大殿町、北は檀渓通に接する。

## 歴史

### 町名の由来
当地付近は丘陵地であり、そこから眺める日の出の美しさにちなんで命名されたという。

### 沿革
- 1933年（昭和8年）7月1日 - 南区田辺通・石川町・弥富町の各一部により、同区初日町として成立[1]。
- 1937年（昭和12年）10月1日 - 昭和区に編入され、同区初日町となる[1]。
- 1944年（昭和19年）2月11日 - 瑞穂区に編入され、同区初日町となる[1]。
- 1947年（昭和22年）12月 - 天理教愛知大教会が同市東区添地町より移転[4]。
- 1973年（昭和48年）11月 - 天理教愛知大教会は同市緑区鳴海町大字神之倉3番地（東神の倉二丁目）に移転[5]。

## 世帯数と人口
2019年（平成31年）3月1日現在の世帯数と人口は以下の通りである。
| 町丁   | 世帯数  | 人口  |
| ------ | ------- | ----- |
| 初日町 | 299世帯 | 734人 |

### 人口の変遷
国勢調査による人口の推移
| 2000年（平成12年） | 492人 | [ WEB 6 ] |  |
| 2005年（平成17年） | 461人 | [ WEB 7 ] |  |
| 2010年（平成22年） | 467人 | [ WEB 8 ] |  |
| 2015年（平成27年） | 400人 | [ WEB 9 ] |  |

## 学区
市立小・中学校に通う場合、学校等は以下の通りとなる。また、公立高等学校に通う場合の学区は以下の通りとなる。
| 番・番地等 | 小学校               | 中学校               | 高等学校 |
| ---------- | -------------------- | -------------------- | -------- |
| 全域       | 名古屋市立汐路小学校 | 名古屋市立汐路中学校 | 尾張学区 |

## 施設
- 東山荘[2]

- 東山荘

## その他

### 日本郵便
- 郵便番号 : 467-0028[WEB 3]（集配局：瑞穂郵便局[WEB 12]）。

### WEB
1. 1 2  “愛知県名古屋市瑞穂区の町丁・字一覧”.   人口統計ラボ. 2019年3月21日閲覧。
2. 1 2  “町・丁目(大字)別、年齢(10歳階級)別公簿人口(全市・区別)”.   名古屋市 (2019年3月20日). 2019年3月21日閲覧。
3. 1 2  “郵便番号”.  日本郵便. 2019年3月17日閲覧。
4. ↑  “市外局番の一覧”.   総務省. 2019年1月6日閲覧。
5. ↑  名古屋市役所市民経済局地域振興部住民課町名表示係 (2015年10月21日). “瑞穂区の町名一覧”.   名古屋市. 2017年10月7日閲覧。
6. ↑  名古屋市役所総務局企画部統計課統計係 (2005年7月1日). “（刊行物）名古屋の町(大字)・丁目別人口 (平成12年国勢調査) 瑞穂区” (XLS). 2017年10月8日閲覧。
7. ↑  名古屋市役所総務局企画部統計課統計係 (2007年6月29日). “平成17年国勢調査　名古屋の町(大字)別・年齢別人口 瑞穂区” (XLS). 2017年10月8日閲覧。
8. ↑  名古屋市役所総務局企画部統計課統計係 (2012年6月29日). “平成22年国勢調査　名古屋の町(大字)別・年齢別人口 瑞穂区” (XLS). 2017年10月8日閲覧。
9. ↑  名古屋市役所総務局企画部統計課統計係 (2017年7月7日). “平成27年国勢調査　名古屋の町(大字)別・年齢別人口” (XLS). 2017年10月8日閲覧。
10. ↑  “市立小・中学校の通学区域一覧”.   名古屋市 (2018年11月10日). 2019年1月14日閲覧。
11. ↑  “平成29年度以降の愛知県公立高等学校（全日制課程）入学者選抜における通学区域並びに群及びグループ分け案について”.   愛知県教育委員会 (2015年2月16日). 2019年1月14日閲覧。
12. ↑  “郵便番号簿 平成29年度版” (PDF).   日本郵便. 2019年3月21日閲覧。

### 書籍
1. 1 2 3 4  名古屋市計画局 1992, p. 802.
2. 1 2 3  「角川日本地名大辞典」編纂委員会 1989, p. 1512.

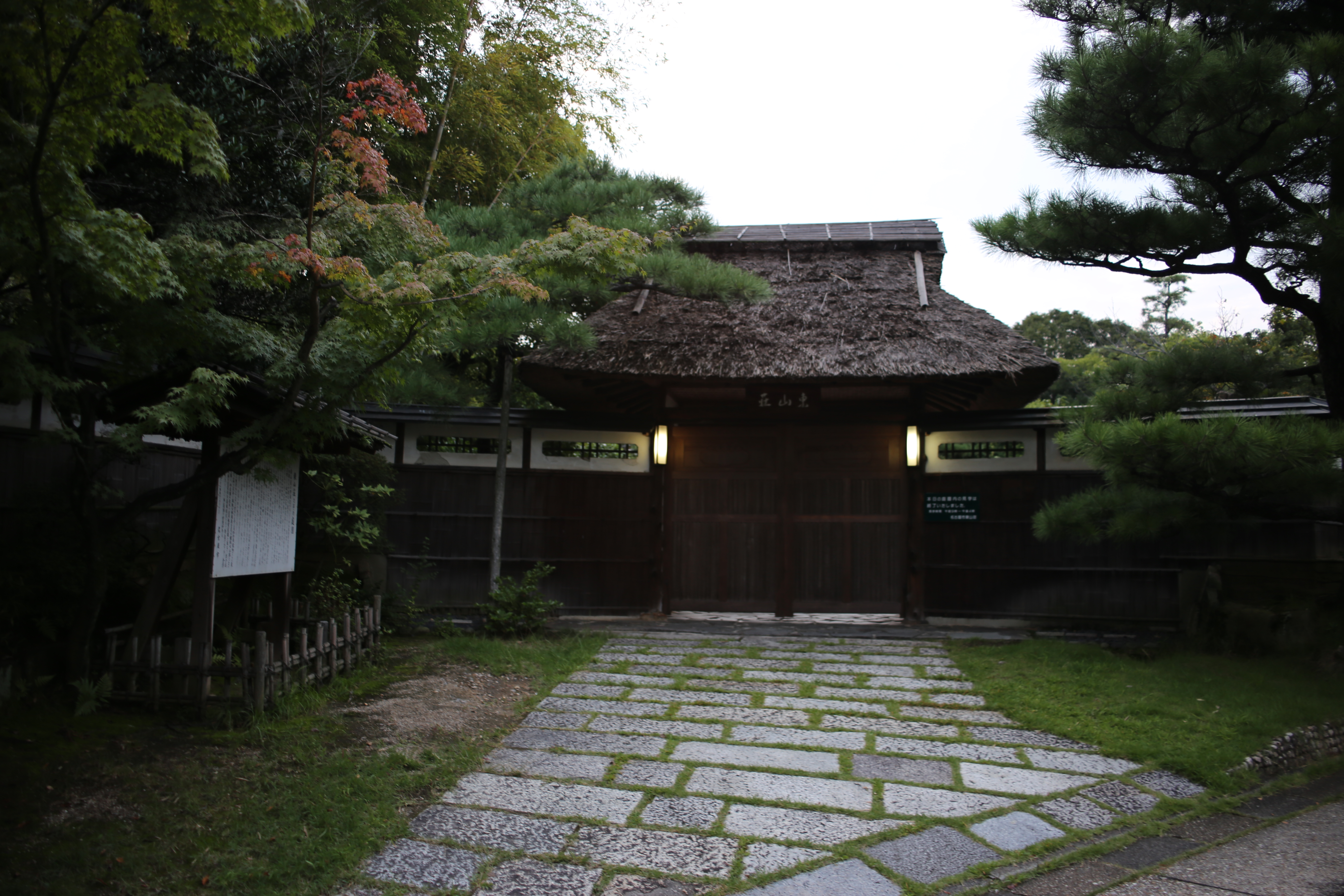
東山荘

3. ↑  名古屋市計画局 1992, p. 396.
4. ↑  天理大学おやさと研究所 1977, p. 7.
5. ↑  天理大学おやさと研究所 1977, p. 6.